# Anul Internațional al Femeii
Prin Rezoluția 3010 (XXVII) din 16 decembrie 1972, Adunarea Generală a O.N.U. a proclamat 1975 – Anul Internațional al Femeii și a hotărât să fie dedicat unei acțiuni mai intense pentru promovarea egalității între bărbați și femei și asigurarea integrității femeii în efortul global de dezvoltare și a recunoașterii contribuției crescânde a femeilor la dezvoltarea relațiilor de cooperare între state și la întărirea păcii în lume.
În cadrul Anului Internațional au avut loc mai multe manifestări care au culminat cu Prima Conferință Mondială a Femeilor din cadrul Organizației Națiunilor Unite, care s-a desfășurat între 19 iunie și 2 iulie 1975 la Ciudad de Mexico. La conferință au participat peste o mie de reprezentanți provenind din 133 de state (între care cca. 70% femei), plus reprezentanți ai 7 organe ale O.N.U., 7 instituții specializate, 49 servicii ale secretariatului, iar 7 mișcări de eliberare națională și-au trimis observatori.
Pe ordinea de zi a conferinței au fost înscrise următoarele puncte:
scopurile și obiectivele Anului Internațional al Femeii;
politici și programe actuale;
participarea femeilor la întărirea păcii mondiale și la eliminarea rasismului, apartheidului, a discriminării rasiale, colonialismului, a dominației străine și a achiziției de teritorii prin forță ;
tendințe și evoluții actuale în ceea ce privește condiția și rolul femeii și al bărbatului și principalele obstacole ce trebuiesc depășite pentru a asigura egalitatea în drepturi, posibilități și responsabilități ;
integrarea femeii în procesul de dezvoltare în deplină egalitate cu bărbații ;
planul de acțiune mondială .
Dintre documentele adoptate de această conferință două prezintă o importanță deosebită:
1.	Declarația de la Ciudad de Mexico;
2.	Planul de acțiune mondial în vederea realizării obiectivelor Anului Internațional al Femeii.

## Declarația de la Ciudad de Mexico
Declarația de la Ciudad de Mexico conține un preambul și 30 de principii.  
Preambului are următorul conținut: “Conștienți de faptul că problemele femeilor, care constituie jumătate din populația globului sunt probleme ale întregii societăți și că evoluția situației economice, politice și sociale actuale ale femeilor trebuie să devină parte integrantă a eforturilor vizând să transforme structurile și atitudinile care se opun ca aceste nevoi să fie satisfăcute, Conferința Mondială a Anului Internațional al Femeii a adoptat Declarația de la Ciudad de Mexico”.
Între cele 30 de principii se găsesc: egalitatea între femei și bărbați; drepturile și responsabilitățile egale ale femeilor și bărbaților în familie și societate; egalitatea de acces la educație și formare; dreptul de a munci și de a primi un salariu egal pentru o muncă egală; dreptul cuplurilor și al persoanelor de a hotărî liber să se căsătorească sau nu; dreptul de a participa și de a contribui la efortul de dezvoltare; deplina participare a femeii în domeniile economic, social și cultural; rolul femeii în promovarea drepturilor omului pentru toate popoarele; necesitatea eliminării violării drepturilor persoane umane care afectează femeile și tinerele fete.
În final, declarația cere guvernelor, sistemului Națiunilor Unite, organizațiilor interguvernamentale, regionale și internaționale precum și întregii comunități internaționale să se consacre creării unei societăți juste în mijlocul căreia femeile, bărbații și copii să poată trăi cu demnitate, libertate, justiție și prosperitate.

## Planul de Acțiune Mondial
Planul de Acțiune Mondial, al cărui scop este de a stimula rezolvarea pe plan mondial, național și regional a problemelor care plasează femeile într-o poziție inferioară și de a crește participarea lor la viața politică și la cooperarea internațională, cuprinde 14 obiective minimale.
În planul mondial erau propuse a se realiza pâna în 1980 cel puțin următoarele obiective:

- intensificarea alfabetizării și a instrucției civile a femeilor; 
- acordarea de prioritate muncitoarelor din sectoarele agricole și industriale în formare tehnică și profesională mixtă; 
- asigurarea egalității de acces la toate nivelurile de învățământ și de a face învățământul primar obligatoriu; 
- sporirea posibilităților de angajare pentru femei, atenuarea șomajului și acționarea pentru eliminarea discriminării în condițiile angajării; 
- crearea și dezvoltarea serviciilor de infrastructură; 
- asigurarea egalității în materie de vot și eligibilitate; 
- participarea sporită a femeilor la adoptarea de politici la nivel local, național și internațional; 
- sporirea prestațiilor sociale privind educația sanitară, serviciile de igienă, de nutriție și de educație în materie de planificare familiară; 
- paritate în exercitarea drepturilor civile, sociale și politice; 
- recunoașterea valorii economice a muncii femeii fie că este vorba de munci menajere, de producerea și comercializarea produselor alimentare fie de alte activități neremunerate; 
- promovarea organizațiilor feministe în sânul organizațiilor de muncitori și în instituții pedagogice, economice și profesionale; 
- reevaluarea rolului bărbatului și al femeii; 
- dezvoltarea tehnicilor moderne, de artizanat, de îngrijire a preșcolarilor pentru a ușura povara muncii femeilor; 
- crearea în mijlocul guvernelor a mecanismelor menite să asigure femeilor egalitatea de șanse și integrare în viața țării într-un mod mai rapid.

Planul mondial enumeră nouă domenii speciale de acțiune pe plan național:
1.	În domeniul păcii și cooperării internaționale:
femeile să fie încurajate să participe la organizații de profil precum și la dezvoltarea relațiilor de cooperare între state;
să aibe posibilitatea de a-și reprezenta țara în toate organizațiile internaționale, în special la O.N.U. și la conferințele pe tema dezarmării și a păcii.
2.	Participarea politică:
să se adopte o legislație care să asigure femeilor dreptul la vot;
să crească numărul femeilor alese sau numite în funcții publice, la toate nivelele, pe baza unui calendar;
să faciliteze accesul femeilor și a tinerelor fete la funcții de conducere în cadrul învățământului;
3.	Învățământ și formare:
să se asigure șanse egale cu ale bărbaților de instruire și formare în toate gradele;
să se fixeze o dată pentru eliminarea analfabetismului;
să se revadă manualele și alte materiale de învățământ în așa fel încât să se evidențieze rolul pozitiv și activ al femeilor în societate;
4.	Angajare:
să se formuleze politici și programe de acțiune vizând egalitatea de șanse, de tratament și de remunerare;
să se încurajeze crearea de cooperative și mici industrii pentru femei;
să se fixeze date precise pentru o puternică creștere a numărului de femei cu o calificare profesională și tehnică în posturi de administrare și de conducere.
5.	Sănătate și nutriție:
programele de sănătate publică să beneficieze de investiții suficiente în special în zonele rurale, femeile să fie învățate să–și  îngrijească sănătatea;
să fie atrase femeile la planificarea sanitară și procesul de luare a deciziilor la toate nivelurile;
să se interzică practicile care împiedică accesul femeilor la anumite profesii sanitare.
6.	Familie: să se protejeze drepturile femeii în toate situațiile de familie la nivelul standardelor internaționale.
7.	Populație: politicile și programele guvernamentale trebuie să vizeze în special ameliorarea situației femeii.
8.	Locuințe: femeile să participe la planificarea și conceperea locuințelor.
9.	Alte probleme de ordin social:
crearea de servicii sociale în măsură să mobilizeze resursele umane și tehnice în interesul tuturor grupurilor marginalizate (femei imigrate, femei în vârstă);
să se acorde o mai mare importana criminalității feminine, combaterii prostituției, etc.